# Artrí mac Cathail
Artrí mac Cathail (mort en 821) était un roi de Munster (en irlandais : Muman), l'un des cinq royaumes d'Irlande. Il appartenait à la famille des Eóganacht Glendamnach, une branche du clan des Eóganachta descendant d'Óengus mac Nad Froích (mort en 489), le premier roi chrétien de Muman, par son fils Eochaid mac Óengusa. Il était le fils (ou peut-être le petit-fils, étant donné l'écart de génération) de Cathal mac Finguine, le plus puissant roi irlandais de la première moitié du VIIIe siècle, mort en 742. Il fut le dernier roi de la branche des Eóganacht Glendamnach. 

## Biographie
Trente-quatre ans environ séparent la mort de Máel Dúin mac Áedo, vers 786, de l'accession de Feidlimid mac Crimthain, vers 820, au trône de Muman. Sur ce laps de temps, les Laud Synchronisms ne connaissent que deux rois : 
- Artrí mac Cathail, auquel est attribué un règne de 20 ans ;
- Tnúthgal, qui lui aurait succédé et aurait régné 14 années.

Cette liste n'est pas compatible avec le contenu des annales qui ne mentionnent pas Tnúthgal et intercalent, au milieu du règne d'Artrí, un certain Ólchobar mac Flainn, roi des Uí Fidgente, connu par deux mentions : 
- la première, dans les Annales d'Ulster où meurt, en 796, un certain « Óchobur fils de Flann fils d'Erc, roi de Mumu—scribe, évêque et anachorète »[3] ;
- la seconde, dans les Annales des quatre maîtres où le même homme, « Olcobhar, scribe, évêque et anachorète »[4], n'est cette fois pas qualifié de roi.

De plus, Artrí pose plusieurs problèmes : 
- quoi qu'en disent les Laud, il n'aurait pas succédé immédiatement à Máel Dúin à la mort de celui-ci en 786 puisque les Annales d'Ulster disent explicitement qu'il ne monta sur le trône qu'en 793[5] ;
- il dut abdiquer, à une ou plusieurs reprises, son titre royal puisque, selon les Laud, s'il aurait régné de 786 à 806, il mourut seulement en 821[6], l'année suivant celle de la prise de pouvoir par Feidlimid après le règne de 14 ans de Tnúthgal.

Le problème se complique encore par le fait que d'autres listes royales mentionnent : 
- un second Ólchobar, Ólchobar mac Duib-Indrecht, descendant à la 5e génération de Cúán mac Amalgado († v. 641) et parent au 6e degré de Cathussach mac Eterscélai († v. 769), de la branche des Eóganacht Áine. Cet Ólchobar, qui apparaît dans les annales comme « héritier royal de Mumu », mourut en 805[7] ;
- un second Tnúthgal, fils d'Artrí, Tnúthgal mac Artrach, qui mourut vers 807[8].

On peut alors dresser le tableau de succession suivant : 
- Ólchobar mac Flainn († v. 796), des Uí Fidgente : n'appartenant pas à la famille des Eóganachta, il est peu probable qu'il ait pu monter sur le trône de Cashel et n'aurait alors régné que sur une partie du royaume de Muman. Il a aussi pu être confondu avec Ólchobar mac Duib-Indrecht ;
- Ólchobar mac Duib-Indrecht († v. 805), des Eóganacht Áine : il aurait pu succéder à Máel Dúin en 786 et aurait été déposé par Artrí en 793[9] avant que ce dernier ne le reconnaisse comme héritier ;
- Artrí mac Cathail, des Eóganacht Glendamnach : devenu roi en 793, il aurait déposé le pouvoir en faveur de son fils en 806, alors qu'il était déjà très âgé ;
- Tnúthgal mac Artrach († v. 807) : il aurait pu être associé au trône à la mort d'Ólchobar mac Duib-Indrecht, et son père aurait pu abdiquer en sa faveur en 806 ;
- Tnúthgal mac Donngaile, des Eóganacht Chaisil, descendant à la 5e génération de Colgú mac Faílbe Flaind († v. 678) : il aurait pu succéder à Artrí et/ou à son fils Tnúthgal, avec lequel il aurait aussi pu être confondu (les Laud n'indiquent pas le nom de son père), mais son règne est suspect dans la mesure où il n'apparaît pas dans les annales et où la date de sa mort elle-même est imputée à partir de l'année de prise de pouvoir par Feidlimid.